# 姚青林
姚青林（1972年8月—），男，汉族，安徽天长人，中华人民共和国地方政治人物。

## 生平
1998年8月参加工作，1998年2月加入中国共产党。1995年9月毕业于安徽师范大学汉语言文学专业，1998年8月于西北政法学院刑法学专业硕士研究生毕业。历任江苏省南京市土地监察大队科员，南京市土地监察大队办公室副主任，南京市土地监察大队副主任科员，南京市土地监察大队副大队长。2002年6月，任江苏省南京市国土资源局政策法规处副处长。2005年1月，任江苏省南京市国土资源局政策法规处处长。期间于2004年7月至2007年12月在南京大学工商管理专业在职学习，获工商管理硕士学位。2007年11月，调任国家土地督察西安局调研处处长。2009年5月，任国家土地督察西安局副专员。同年12月，任国家土地督察西安局党组成员、副专员。期间于2011年12月至2013年12月，挂职任浙江省舟山市市委常委、副市长。2006年8月，任国家土地督察西安局分党组成员、副局长。2018年12月，任国家自然资源督察西安局副局长。2020年2月，任国家自然资源督察西安局分党组成员、副局长。2020年10月，升任山西省自然资源厅党组书记。同年11月，任山西省自然资源厅厅长。
2022年5月，当选中国共产党第二十次全国代表大会代表。